# 胡安·曼努埃尔·埃吉亚加赖
胡安·曼努埃尔·埃吉亚加赖（西班牙語：Juan Manuel Eguiagaray Ucelay，1945年12月25日—2025年5月29日），西班牙政治人物，西班牙工人社会党党员。曾任费利佩·冈萨雷斯内阁的工业与能源大臣。

## 生平
1977年加入巴斯克社会党，进入政坛，曾任毕尔巴鄂市议会议员、巴斯克自治区议会议员。1988年9月至1989年12月，担任西班牙政府驻穆尔西亚地区代表。1989年12月至1991年3月，担任西班牙政府驻巴斯克地区代表。1991年3月至1993年7月，担任费利佩·冈萨雷斯内阁的公共行政大臣。1993年7月至1996年5月，担任工业与能源大臣。1996年7月至2004年3月，担任穆尔西亚选区的西班牙众议院议员。2025年5月29日逝世。

## 荣誉
- 大十字级卡洛斯三世勋章（1996年）[2]